# Campeonato Sul-Americano de Rugby de 2019
O Campeonato Sul-Americano de Rugby de 2019 foi a 41ª edição deste torneio, reunindo os principais países do continente na busca pelo título. Desde 2018 o mesmo passou a ser conhecido como Torneio Seis Nações, sendo isto resultado da mudança promovida pela SAR (sigla para Sudamérica Rugby), cujo anúncio oficial ocorreu em setembro de 2017.
A equipe do Brasil detinha o título desta competição, que nesta edição voltou a coroar a Argentina em sua trigésima quinta conquista sul-americana de rugby.

## Regulamento e participantes
A Sudamérica Rugby, autarquia que administra o rugby e suas competições a nível sul-americano, promoveu significativas mudanças para os seus torneios a partir de 2018. No que tange ao Campeonato Sul-Americano de Rugby Divisão A, as inovações começaram pelo nome, rebatizado como Torneio Seis Nações.
Para a presente edição desta competição, os participantes foram as seleções de Argentina, Brasil, Chile, Uruguai, Paraguai e Colômbia. Tal como ocorreu em 2018, argentinos e uruguaios disputaram este torneio com as suas equipes secundárias. Uma vez mais, os seis participantes estiveram divididos em duas conferências (sendo elas denominadas como A e B), cada qual com três integrantes.
As partidas foram disputadas entre as equipes de cada conferência, e não dentro delas. No total, cada seleção fez três jogos, sagrando-se campeã a equipe que conquistou mais pontos ao final das três rodadas.

## Divisão e tabela do Campeonato Sul-Americano de Rugby de 2019
A divisão das conferências será a seguinte:
- Conferência A: Brasil, Chile e Colômbia.
- Conferência B: Argentina XV, Paraguai e Uruguai XV.

### Partidas do torneio
Segue-se, abaixo, as partidas desta competição.
1ª rodada
| 11 de maio de 2019 |                                 |        |                                       |
| Paraguai           | 10 - 66                         | Brasil | Estadio Héroes de Curupaytí, Assunção |
|                    | Reporte ARN Reporte World Rugby |        | Estadio Héroes de Curupaytí, Assunção |

| 11 de maio de 2019 |                                 |              |                                 |
| Colômbia           | 3 - 79                          | Argentina XV | Estádio Cicuentenario, Medellín |
|                    | Reporte ARN Reporte World Rugby |              | Estádio Cicuentenario, Medellín |

| 11 de maio de 2019 |                                 |            |                               |
| Chile              | 32 - 39                         | Uruguai XV | Old Grangonian Club, Santiago |
|                    | Reporte ARN Reporte World Rugby |            | Old Grangonian Club, Santiago |

2ª rodada
| 18 de maio de 2019 |                                 |            |                                |
| Brasil             | 19 - 38                         | Uruguai XV | Estádio José Liberatti, Osasco |
|                    | Reporte ARN Reporte World Rugby |            | Estádio José Liberatti, Osasco |

| 18 de maio de 2019 |                                 |       |                                            |
| Argentina XV       | 55 - 3                          | Chile | Tucumán Lawn Tennis, San Miguel de Tucumán |
|                    | Reporte ARN Reporte World Rugby |       | Tucumán Lawn Tennis, San Miguel de Tucumán |

| 18 de maio de 2019 |                                 |          |                                 |
| Colômbia           | 43 - 13                         | Paraguai | Estádio Cicuentenario, Medellín |
|                    | Reporte ARN Reporte World Rugby |          | Estádio Cicuentenario, Medellín |

3ª rodada
| 25 de maio de 2019 |                                 |              |                                       |
| Brasil             | 0 - 62                          | Argentina XV | Estádio Independência, Belo Horizonte |
|                    | Reporte ARN Reporte World Rugby |              | Estádio Independência, Belo Horizonte |

| 25 de maio de 2019 |                                 |       |                                       |
| Paraguai           | 10 - 53                         | Chile | Estadio Héroes de Curupaytí, Assunção |
|                    | Reporte ARN Reporte World Rugby |       | Estadio Héroes de Curupaytí, Assunção |

| 25 de maio de 2019 |                                 |          |                             |
| Uruguai XV         | 38 - 24                         | Colômbia | Estádio Charrúa, Montevidéu |
|                    | Reporte ARN Reporte World Rugby |          | Estádio Charrúa, Montevidéu |

#### Classificação geral
Segue-se o posicionamento do campeonato.
| Col. | País         | Partidas | Partidas | Partidas | Partidas | Pontos  | Pontos | Pontos | Tries | Pontos bônus          | Pontos bônus | Pontos Totais |
| Col. | País         | Jogos    | Vit.     | Emp.     | Der.     | A favor | Contra | Diff   | Tries | Vit 3 tries diferença | D7           | Pontos Totais |
| ---- | ------------ | -------- | -------- | -------- | -------- | ------- | ------ | ------ | ----- | --------------------- | ------------ | ------------- |
| 1º   | Argentina XV | 3        | 3        | 0        | 0        | 196     | 6      | +190   | 32    | 3                     | 0            | 15            |
| 2º   | Uruguai XV   | 3        | 3        | 0        | 0        | 115     | 75     | +40    | 20    | 1                     | 0            | 13            |
| 3º   | Chile        | 3        | 1        | 0        | 2        | 88      | 104    | -16    | 14    | 1                     | 1            | 6             |
| 4º   | Brasil       | 3        | 1        | 0        | 2        | 85      | 110    | -25    | 14    | 1                     | 0            | 5             |
| 5º   | Colômbia     | 3        | 1        | 0        | 2        | 70      | 130    | -60    | 10    | 1                     | 0            | 5             |
| 6º   | Paraguai     | 3        | 0        | 0        | 3        | 33      | 162    | -129   | 4     | 0                     | 0            | 0             |

- Critérios de pontuação: vitória = 4; empate = 2; vitória com três ou mais tries de diferença (bonificação) = 1; derrota por sete ou menos pontos de diferença (bonificação) = 1.

## Campeão
| 41º Campeonato Sul-Americano de Rugby Torneio Seis Nações 2019 |
| -------------------------------------------------------------- |
| Argentina Campeã (35º título)                                  |